# Berlioz (schip, 2005)
De Berlioz is een veerboot die werd gebouwd op de Chantiers de l'Atlantique voor het vroegere SeaFrance. Het verzorgt diensten op de lijn Calais - Dover.
Het zusterschip van de Berlioz is de Rodin.

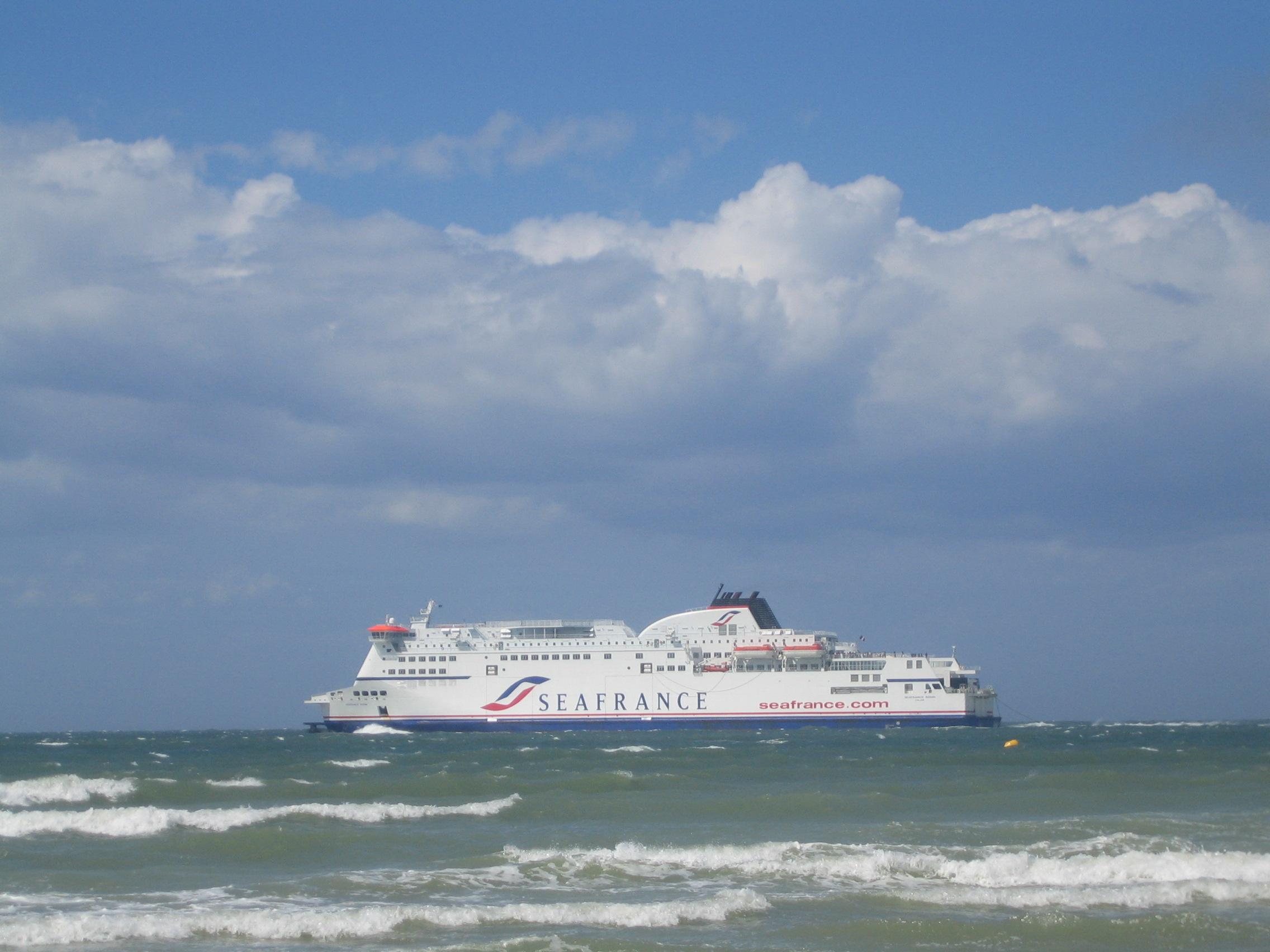
De SeaFrance Berlioz in Calais.